# Frédéric Fitting
Frédéric Fitting (22 de setembro de 1899 – 18 de outubro de 1998) foi um esgrimista suíço que participou dos Jogos Olímpicos de Verão de 1920, de 1924, 1928 e de 1936, sob a bandeira da Suíça.